# Carol, detective
Carol, detective is een Belgische stripreeks die begonnen is in 1991 met André-Paul Duchâteau als schrijver en Eddy Paape als tekenaar.

## Albums
Alle albums zijn geschreven door André-Paul Duchâteau en getekend door Eddy Paape.
| Nummer | Titel                   | Uitgever(s)   |
| ------ | ----------------------- | ------------- |
| 1      | Misdaden in de toekomst | Le Lombard    |
| 2      | ...Missie naar Atlantis | Bee Dee, Loup |